# إسموند برادلي مارتن
إسموند برادلي مارتن (بالإنجليزية: Esmond Bradley Martin)‏ هو محافظ على الطبيعة أمريكي، ولد في 17 أبريل 1941 في نيويورك في الولايات المتحدة، وتوفي في 4 فبراير 2018 في نيروبي في كينيا.